# São Pedro do Turvo
São Pedro do Turvo é um município brasileiro do estado de São Paulo. Sua população estimada em 2022 é de 7.214 habitantes.

## História

### Formação territorial-administrativa
Histórico da formação do município:
- Freguesia criada com a denominação de São Pedro de Campos Novos do Turvo, no município de Lençóis Paulista, pela Lei nº 4, de 05/07/1875.
- Freguesia transferida para o município de Santa Cruz do Rio Pardo, com a denominação de São Pedro do Turvo, pela Lei nº 6, de 24/02/1876.
- Município criado pelo Decreto nº 181, de 29/05/1891.

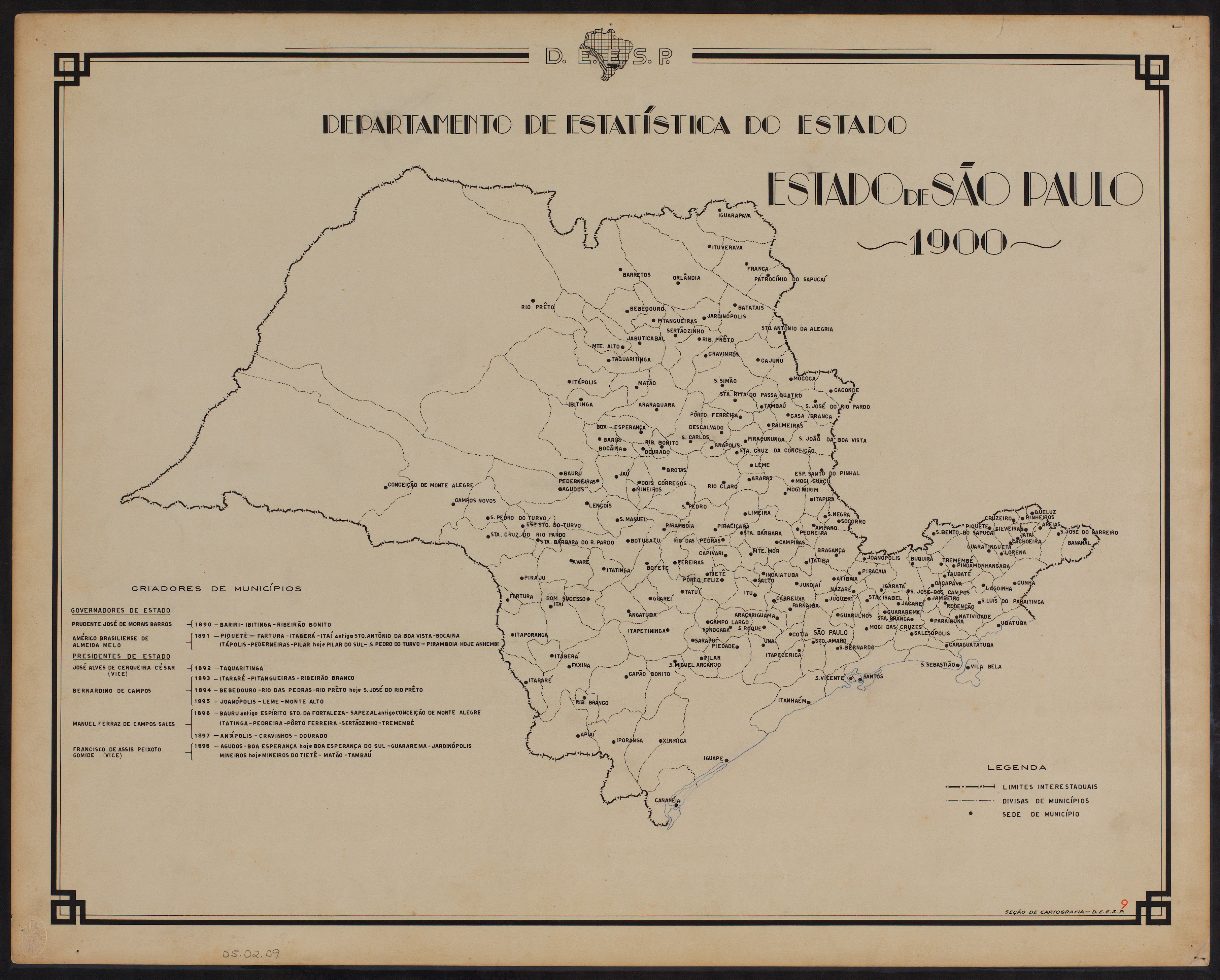
Estado de São Paulo (1900).

## Demografia
Censo de 2010
- População Total: 7.567[7]
- Homens: 3.670
- Mulheres: 3.528
- População Urbana: 5.150
- População Rural: 2.048

## Geografia
Localiza-se a uma latitude 22º44'49" sul e a uma longitude 49º44'23" oeste, estando a uma altitude de 457 metros. Possui uma área de 731,221 km².

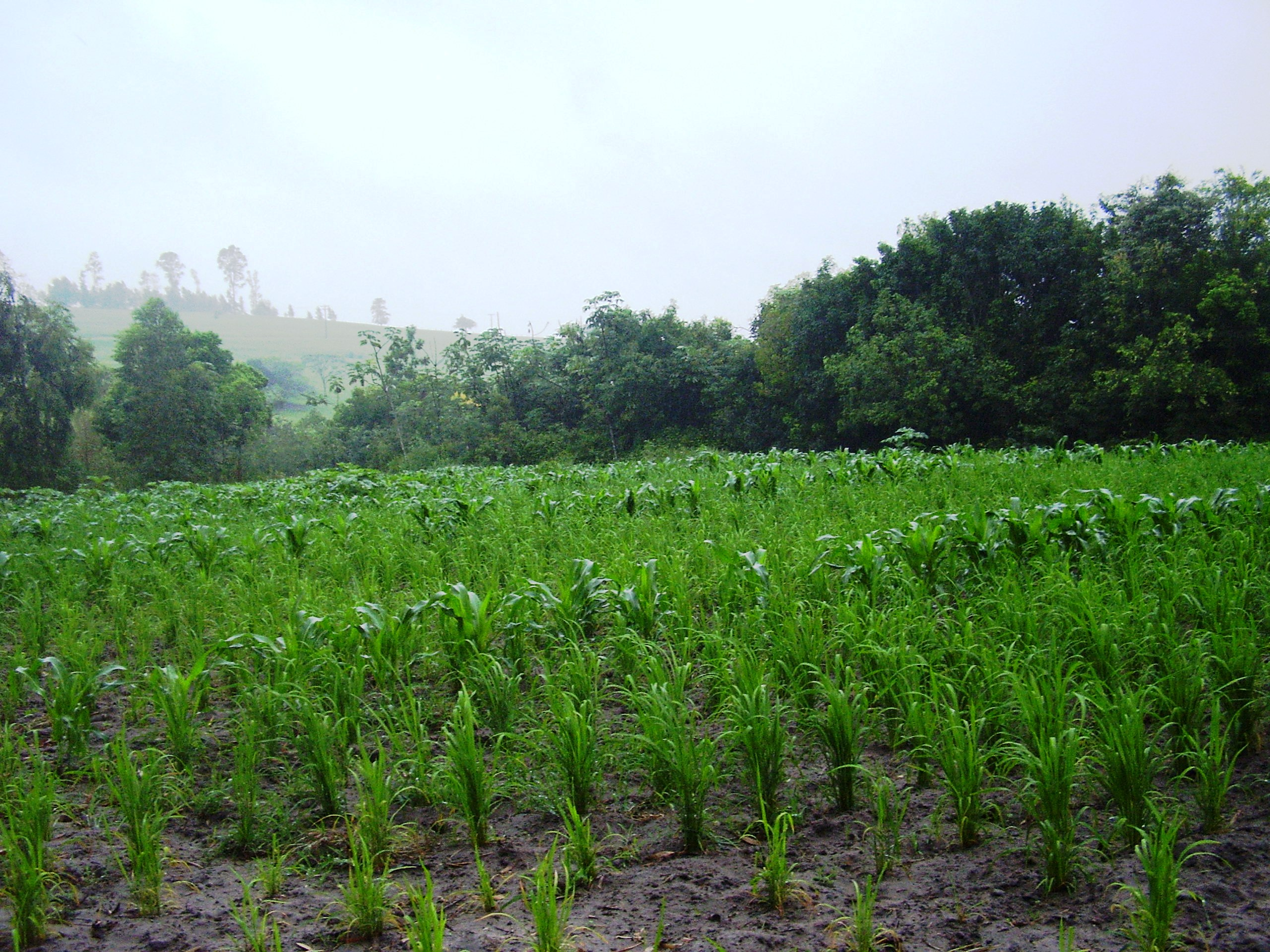
Roça de arroz em São Pedro do Turvo.

### Hidrografia
- Rio Turvo
- Rio São João
- Rio Santo Inácio
- Rio Alambari
- Ribeirão São Pedro

### Rodovias
- BR-153 (Transbrasiliana)
- Estrada Vicinal Antônio Guimaraes

## Infraestrutura

### Comunicações
O sistema de telefones automáticos foi inaugurado na cidade em 1977 pela Telecomunicações de São Paulo (TELESP), que também implantou o sistema de discagem direta à distância (DDD) em 1986 com o código de área (0143). Anteriormente a cidade era atendida pela Companhia de Telecomunicações do Estado de São Paulo (COTESP).
Na década de 90 o código DDD da cidade foi alterado para (014), para padronização do sistema telefônico com a telefonia celular que estava sendo implantada em todo o estado.

### Transportes

#### Frota de veículos
| Automóvel         | 1.690 |
| Caminhão          | 176   |
| Caminhão trator   | 27    |
| Caminhonete       | 347   |
| Camioneta         | 75    |
| Micro-ônibus      | 19    |
| Motocicleta       | 583   |
| Motoneta          | 45    |
| Ônibus            | 45    |
| Outros            | 85    |
| Total de Veículos | 3.097 |
| Trator de rodas   | 3     |
| Utilitário        | 2     |

## Administração
- Lista de prefeitos de São Pedro do Turvo
- Prefeito: Luiz Felipe de Castro Tavares (2025-2028)
- Vice-prefeito: Sergio Rodrigues de Souza
- Câmara Municipal de São Pedro do Turvo
- Presidente da câmara: Hamilton Pereira do Nascimento (2025-2026)
- Vice-presidente da câmara: Fernando da Silva Englert - Fernandão da Água
- 1° Secretário: Rafael Vieira de Souza
- 2° Secretário: Adriano Aparecido Julião

## Religião
O Cristianismo se faz presente na cidade da seguinte forma:

### Igreja Católica
- A igreja faz parte da Diocese de Ourinhos.[13]

### Igrejas Evangélicas
Entre as igrejas protestantes históricas, pentecostais e neopentecostais, encontram-se na cidade:
- Assembleia de Deus Ministério do Belém.[16][17]
- Congregação Cristã no Brasil.[18]